# Нерпина, Галина Николаевна
Гали́на Никола́евна Не́рпина (род. 28 июля 1965, Москва) — русский поэт, переводчик, редактор и радиоведущая.
Член Союза писателей Москвы (с 1994), главный редактор литературного журнала Кольцо «А» (с 2015 года), секретарь Союза писателей Москвы, член редакционного совета журнала «Юность». Член Русского ПЕН-центра.

## Биография
Родилась в Москве, окончила философский факультет МГУ им. Ломоносова.
1991 год - первые публикации в журнале «Юность» и альманахе «День поэзии».
В начале 90-х вела авторскую программу «Кастальский ключ» на Радио России.
Стихи публиковались в журналах «Новый мир», «Дружба народов», «Юность», 
«Октябрь», «Арион», «Панорама» и других изданиях; переведены на болгарский, английский, испанский и словацкий языки.
Живёт в Москве.

## Цитаты о творчестве
...Лучшие её стихи привлекают выразительной нервностью, неограниченно широким кругом ассоциаций, тонкостью письма... Их можно читать как дневник, где отразилось всё, что готовит душу к истинной зрелости: дальние и ближние сигналы искусства, прихоти чувства и психологии, образы великой цивилизации и наравне с этим - сны, и приметы, и надежды, - то, что накапливается в душевной жизни заинтересованно, открыто и безоглядно живущего человека.
— Евгений Рейн.

Эти стихи не только не похожи на стихи современников или предшественников, но они к тому же сами не повторяют друг друга, каждый стих словно бы на особицу, в каждом своя тайна, своя сжатая пружина, своя мудрость и одновременно своя бесшабашность, Соединяется вроде бы несоединимое, и это даёт стихам глубину и объём... Стихи никогда не бывают затянутыми - две-три, иногда четыре строфы, не больше. Ничего лишнего, наоборот, всякий раз недоговорённость... Каждый стих кажется только что написанным - такая в нем свежесть.
— Владимир Корнилов, 2000.

Галина Нерпина - поэт-классик. Разумеется, речь не о распределении мест на воображаемом Парнасе...а о стиле: ясные, чёткие формы, избегание барочной витиеватости словаря, тяготение к более или менее регулярным размерам и более или менее строгим рифмам... Однако вся эта прекрасная классичность недорого бы стоила, не будь в стихах Нерпиной того самого «воздуха неожиданности», с которого, по Мандельштаму, и начинается поэзия.
— Дмитрий Веденяпин, Еx Libris, 2009.

Стихи Галины Нерпиной всякий раз неожиданны, как непредсказуемый пейзаж, появляющийся за поворотом незнакомой дороги. Стихи её  уникальны в том смысле, что поэт открывает материк, недоступней для других землепроходцев. Тончайшие извивы человеческой души, то, о чём принято говорить молчанием, взглядом, прикосновением руки, становится предметом её поэзии. На помощь ей приходит усечённая бровь луны и пион, качающий чалмой иноверца; тогда звёзды падают за воротник ели, тишина покрывается льдом и мысль о смерти, как рыба, уходит прочь... Я читаю её стихи, словно слушаю симфонию или разговариваю с природой.
— Александр Тимофеевский, 2014.

## Критика
- Кузовлева Т. «В освещённом круге» (Дружба народов - 2009 - №11)
- Веденяпин Д. «Вкрапления берёз» (НГ Ex Libris - 2009 - 28.05.2009)
- Введенская А. «Целая минута чуда» (Литературная газета - 2009 - №38)
- Герасимов А. « Интеллектуальный деликатес» (Московская правда - 2009 - 23.06.2009)
- Лесин Е. «Слезами к стене» (НГ Ex Libris - 02.10.2014)
- Сафронова Е. «Кто летает против правил» (Дружба народов - 2015 - №9)
- Константинова Е. «Всё пройдет, но не бесследно» (НГ Ex Libris - 16.12.2020)
- Аришина Н. «Зеркало Галины Нерпиной» (НГ Ex Libris - 06.04.2022)
- Климов-Южин А. «Изобретение паруса» (Дружба народов - 2022 - №8)
- Сафронова Е. «Время наоборот» (Интерпоэзия - 2023 - №1)